# Zone d'occupation polonaise en Irak
2003–2008
Entités précédentes :
- Irak

Entités suivantes :
- Irak

La zone d'occupation polonaise en Irak (Polska strefa w Iraku), aussi désignée comme zone ou secteur Centre-Sud (Strefa środkowo-południowa), était la zone de responsabilité de division multinationale Central-Sud placée sous commandement polonais lors de l'occupation de l'Irak (en). En 2003, l'Irak est divisé en quatre zones d'occupation — dont, donc, une polonaise. L'occupation a pris fin le 31 décembre 2008.
La zone centre-sud recouvrait les gouvernorats d'Al-Qādisiyyah, de Karbala, de Babil, et de Wasit. La région comptait environ 5 millions d'habitants répartis sur 65 632km². Le gouvernorat de Najaf revient sous contrôle américain en 2004, en raison de la réduction des effectifs sous commandement polonais ; cela réduit la zone à environ 3 millions d'habitants répartis sur 28 655km². Les principales villes de la zone polonaise sont Diwaniyah, Kut, Hillah, Karbala et Najaf. L'effectif des forces polonaises passe de 2 500 hommes en 2003 à 900 hommes en 2007 ; la Division multinationale Centre-Sud comptant environ 2 000 hommes au même moment. Les pertes polonaises montent à 25 hommes ; et celles de la division multinationale à 65.

## Forces

### Polonaises
1. 12e division mécanisée Szczecin, 2500 soldats
2. 11e division de cavalerie Lubusz, 2500 soldats
3. 16e division d'infanterie, 2400 soldats
4. 11e division de cavalerie Lubusz, 1500 soldats
5. 1e division mécanisée Varsivie, 1500 soldats
6. 12e division mécanisée Szczecin, 900 soldats
7. 16e division mécanisée Pomeranie, 900 soldats
8. 11e division de cavalerie Lubusz, 900 soldats
9. 1re division mécanisée Varsovie, 900 soldats
10. 12e division mécanisée  Szczecin, 900 soldats.

### Plus ultra brigade
Brigade composée de troupes venant d'Espagne (1300 hommes), de République dominicaine, du Salvador, du Honduras et du Nicaragua.

### Ukrainienne
Unités participant à la mission ukrainienne de maintien de la paix en Iraq du 18 août 2003 au 9 décembre 2008.
1. 5e brigade mécanisée, 1656  soldats
2. 6e brigade mécanisée, 1795 soldats
3. 7e brigade mécanisée, 1722 soldats
4. 81e groupe tactique, 896 soldats.

Une force est encore présente du 20 décembre 2005 au 9 décembre 2008, commandée par le colonel Henadii Lachkov.

## Impact culturel
La zone d'occupation polonaise en Irak a parfois été familièrement qualifiée dans les médias de voïvodie irakienne (województwo irackie) ou de dix-septième voïvodie (17. województwo).